# ガザ地区等撤退

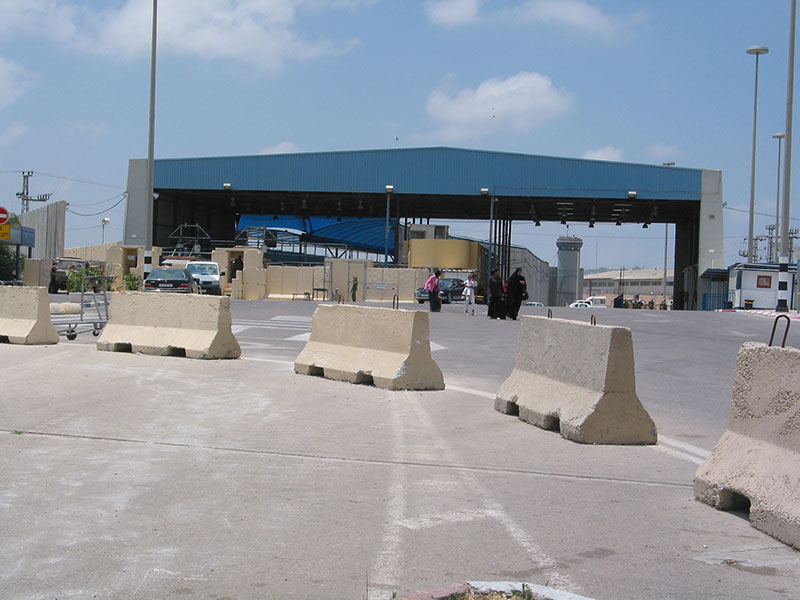
エレツ検問所

ガザ地区等撤退（ガザちくとうてったい）は、イスラエルが2005年に行った、ガザ地区全域とヨルダン川西岸の一部からの、ユダヤ人入植地の撤退である。
ガザ地区からの制空権及び制海権を維持しながら軍が全面撤退した上で全ユダヤ人入植者約8500人が退去し、加えてヨルダン川西岸の小規模入植地が解体された。アリエル・シャロン首相が2004年2月2日に計画を発表し、2005年8月から9月にかけて実行された。
ガザ撤退、ガザ地区撤退、ガザ地区撤退計画、英語では Israel's Disengagement Plan（イスラエルの撤退計画）などとも呼ばれる。

## 経緯
ガザ地区は、1967年の第三次中東戦争によりイスラエルの占領下となり、ユダヤ人入植地の永続化がなされてきた。

### 計画の波紋
2004年2月シャロン首相は地元紙ハアレツの取材に対し、突如として、ガザ地区の全21箇所・ヨルダン川西岸入植地の4か所の解体を打ち出した。シャロンは2001年に首相に就任して以来、パレスチナに対し一貫して強硬姿勢を崩していなかったとされる。
かねてよりパレスチナに融和的だった労働党はこの計画を支持し、パレスチナ人による一向に終わりを見せないインティファーダや自爆テロ攻撃によって厭戦気分が高まっていた国内世論も総じてシャロンの計画に好意的だった。また、シャロンとは首相就任以前から親密なアメリカのジョージ・W・ブッシュ大統領も歓迎の意を示し、2004年4月14日に行われた首脳会談でもイスラエルへの全面的な支持が確認された。
国内外からの支持を得たシャロンだったが、自身が党首をつとめる右派政党リクードの反応は違っていた。旧約聖書に基づく領土拡張が党是であるリクードにとって、シャロンの行動は裏切りと捉えられた。シャロンは撤退計画を党員投票にかけ、党内の信任を得た上で国会での採決に持ち込む構えだったが、その目論見は砕かれた。シャロンの政敵であるベンヤミン・ネタニヤフ元首相は多数派工作を公然と拒否、最側近だったリモール・リブナット教育相もシャロンからの離反を始め、強硬派のウジ・ランダウに至っては入植者と一体となって反対運動を展開し公然と叛意を示した。5月2日に実施された党員投票日に、ガザ地区のグッシュ・カティーフで、入植者の母子5人がパレスチナ人の男に惨殺される事件が勃発した。これにより否決への流れは決定的になり、実に60%以上が反対し、シャロンは面子をつぶされた。

### 閣議決定・国会上程
党員からノーを突きつけられたシャロンだったが、高い世論の支持を背景に、6月6日、計画に反対する国家統一党の閣僚を解任し閣議決定に持ち込む。閣議決定後、この計画を否とする国家宗教党の閣僚2人が抗議の辞任に出る。党内の強硬派との溝が深まる中、10月には国会に上程、リクードからは17人の造反を出しながらも、労働党や左派政党からの支持を取り付け67対45で国会を通過させた。2005年2月16日には総額38億新シェケルに上る入植者補償法案が国会を通過。
2005年8月7日に、撤退計画が最終閣議決定された。閣議では17人の閣僚が賛成したが、5人が反対に回り、ベンヤミン・ネタニヤフ元首相は閣議後財務相を辞任し倒閣に乗り出すことになる。閣議決定はなされ、計画は実行されることになった。

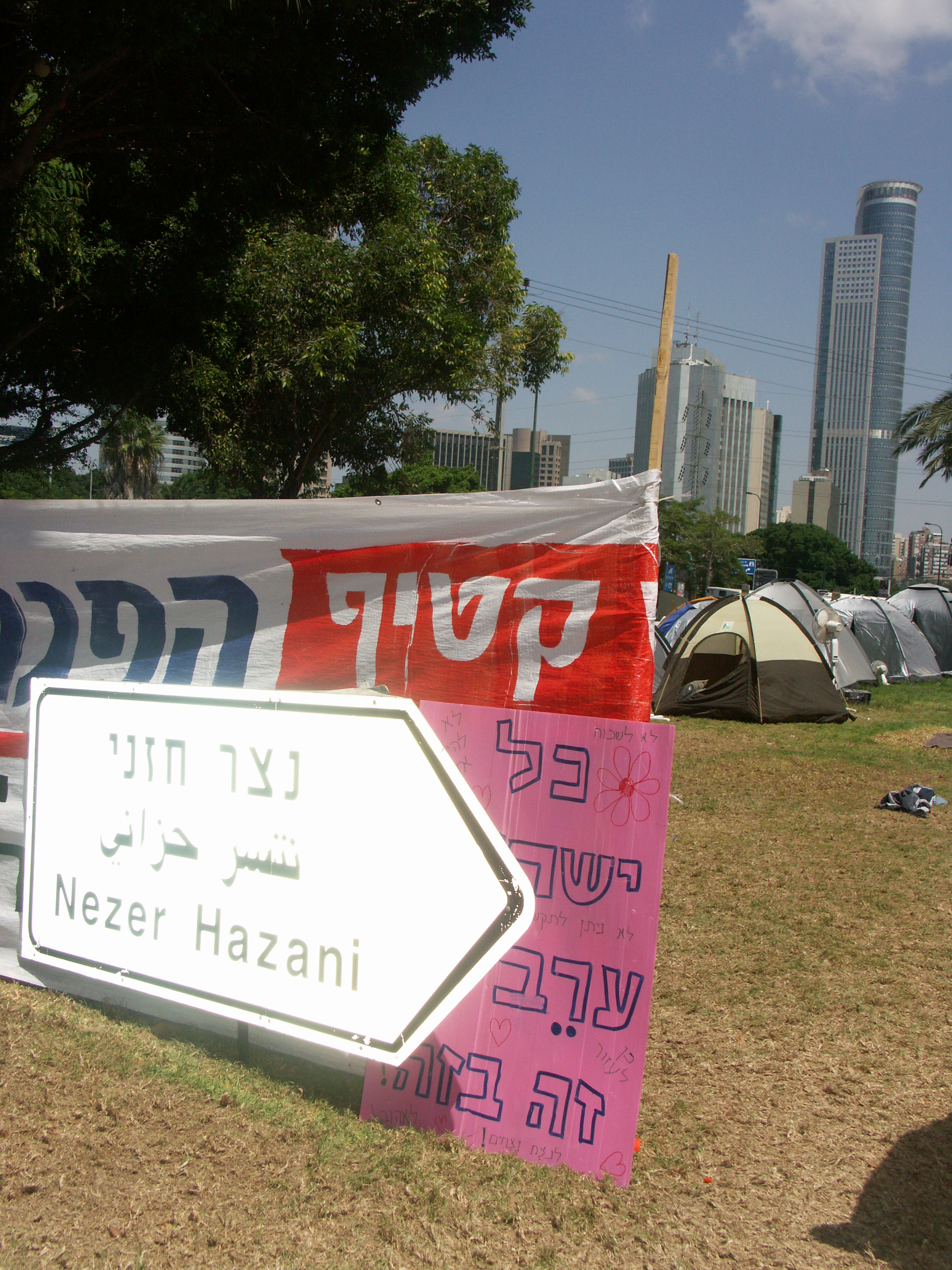
テルアビブでの撤退反対活動

8月10日にはテルアビブで大規模な反対集会（主催者発表30万人、警察発表20万人が参加）が行われたものの、大勢に影響することはなかった。

### 撤退実行
8月15日、イスラエル国防軍（IDF）がガザ地区を全面封鎖し、入植者に対し48時間の自主的退去を呼びかけた。
8月17日にはIDFは、最後まで籠城を続ける入植者と、それを強く支援するユダヤ教原理主義者やより過激なカハネ主義者の強制排除に乗り出した。強制排除は人口2500人のネヴェ・デカリームから開始され、ガディードやクファル・ダロムなどでは反対派がシナゴーグに篭城し、IDFに対し激しく抵抗したが、8月22日には最後に残されていたネッツァリームも制圧。わずか1週間で全入植者が退去させられた。
8月23日には、西岸の小規模入植地4箇所の解体に乗り出した。ホメッシュやサヌール、とりわけサヌールでは入植者がオスマン帝国時代に建造された要塞に篭城し激しい抵抗にあうものの、結局これも1日で500人の入植者を退去させた。
9月12日までには入植地跡地の整地にも成功。IDFも完全にガザ地区から撤収した。

## 撤退した入植地

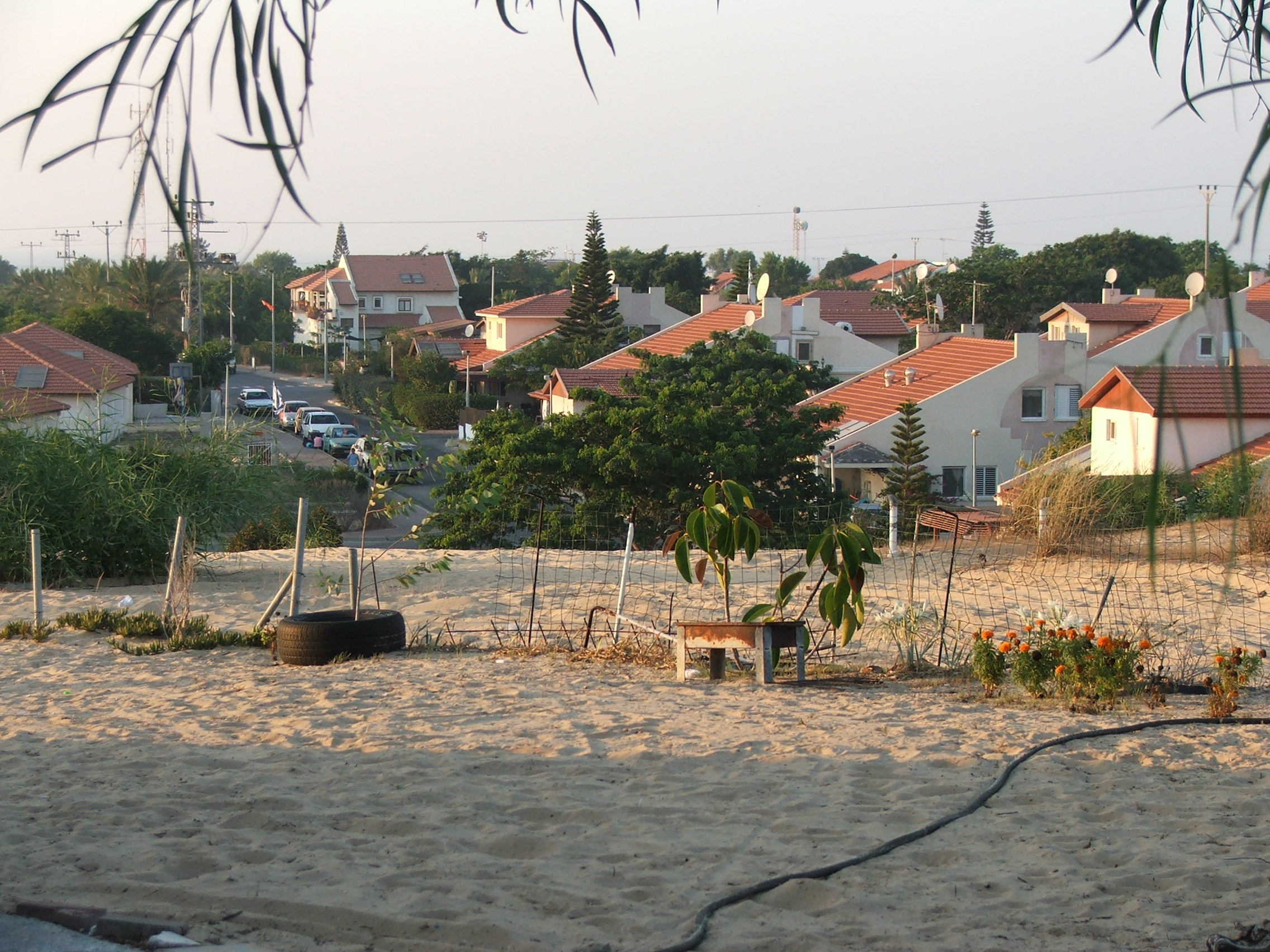
撤退前のネベデカリム入植地

| 地区     | 数 | 入植地           | 英語名        |
| -------- | -- | ---------------- | ------------- |
| ガザ地区 | 21 | ベドラー         | Bedolah       |
| ガザ地区 | 21 | アツモン         | Bnei Atzmon   |
| ガザ地区 | 21 | ドゥギト         | Dugit         |
| ガザ地区 | 21 | エレイ・シナイ   | Elei Sinai    |
| ガザ地区 | 21 | ガディード       | Gadid         |
| ガザ地区 | 21 | ガン・オル       | Gan Or        |
| ガザ地区 | 21 | ガネイ・タル     | Ganei Tal     |
| ガザ地区 | 21 | カティフ         | Katif         |
| ガザ地区 | 21 | クファル・ダロム | Kfar Darom    |
| ガザ地区 | 21 | クファル・ヤム   | Kfar Yam      |
| ガザ地区 | 21 | ケレム・アツモナ | Kerem Atzmona |
| ガザ地区 | 21 | モラグ           | Morag         |
| ガザ地区 | 21 | ネベデカリム     | Neveh Dekalim |
| ガザ地区 | 21 | ネツァリム       | Netzarim      |
| ガザ地区 | 21 | ネツェル・ハザニ | Netzer Hazani |
| ガザ地区 | 21 | ニサニト         | Nisanit       |
| ガザ地区 | 21 | ペアト・サデー   | Pe'at Sadeh   |
| ガザ地区 | 21 | ラフィア・ヤム   | Rafiah Yam    |
| ガザ地区 | 21 | スラヴ           | Slav          |
| ガザ地区 | 21 | シラト・ハヤム   | Shirat Hayam  |
| ガザ地区 | 21 | テル・カティファ | Tel Katifa    |
| 西岸     | 04 | カディム         | Kadim         |
| 西岸     | 04 | ガニム           | Ganim         |
| 西岸     | 04 | ホメシュ         | Homesh        |
| 西岸     | 04 | サヌル           | Sa-Nur        |

## 撤退の理由

### 人口問題
シャロンが撤退を決断した理由として、イスラエルが抱える人口問題が挙げられる。他の先進国と同様、女性の社会進出が進み、それに付随し出生率が低下する。イスラエル人の合計特殊出生率は2人強であるが、それに対しアラブ人・パレスチナ人の合計特殊出生率は6人～20人に及ぶ。仮にイスラエルが占領していたガザ地区・ヨルダン川西岸・ゴラン高原をすべてイスラエル領と規定した場合、早晩、アラブ人・パレスチナ人の人口がユダヤ人を上回ることとなる。

### 西岸入植地の固定化
シャロンが撤退を決めたガザ地区のユダヤ人入植者8500人に対し、西岸の入植者は計画発表の時点で23万人、東エルサレムのユダヤ人を換算すると40万人を超える。宗教的意義が弱く、200万人のパレスチナ人に囲まれているガザを捨てる代わり、土地が広大で、宗教的意義が強く、パレスチナ人の人口が希薄な西岸に予算を投入することを選んだ。
2004年4月の米イスラエル首脳会談では、西岸にある6つの大規模入植地の維持が確認されており、ガザ撤退に着手した2005年8月15日には、シャロンの側近シャウル・モファズ国防相も6大入植地の維持を明言した。またシャロンは、西岸の既存の入植地拡大は「再開発」に過ぎないとして、拡大ではないとの立場をとり続けている。
撤退に際し、西岸の主要入植地の首長には事前に根回しがなされており、訪米前にシャロンは側近のリモール・リブナット教育相と共にマアレ・アドゥミームを訪問し、住民を前に講演を行っている。また、撤退計画をいち早く支持したのは、マアレ・アドゥミームのベニー・カシュリエル市長だった。

## 党内対立と分裂
これまでの立場を一夜にして豹変させたシャロンに対し、激しい怒りを抱いていたのが右派・宗教政党、とりわけリクード内の強硬派（モーシェ・ファイクリンなど）である。撤退計画を発表した時点で、強硬派とシャロン派の対立は決定的になっていたが、倒閣へのシナリオは幾つかあった。
まず第1に、シャロンの政敵であるベンヤミン・ネタニヤフ元首相を擁立して党首選を前倒しする。だが、このシナリオはネタニヤフが閣内にいたために実現には至らなかった。ネタニヤフが倒閣に動いたのは、撤退の寸前になってからである。
もう1つは、集団離党し右派新党を結成、他の右派・宗教政党と連携し倒閣に乗り出すというもの。首班にはリクードきっての実力者ルーベン・リブリン国会議長を擁立を考えていた。だが、このシナリオも党内融和を優先したリブリンの固辞で失敗に終わった。
しかし、リクードの党首のシャロンやオルメルトらはリクードを離党し、カディマという新党を作った。

## 撤退後
2006年6月、IDFは再びガザに侵攻した。2006年7月には、レバノンへも侵攻した。
ヨルダン川西岸のホメシュは強硬な入植者の拠点となり、入植者や支援者らが入植を認めるよう要求して立てこもった。入植者らは排除されても、ホメシュに勝手に住みつく者が絶えなかった（前哨地_(イスラエル)）。一方で、本来の地主であるブルカ村のパレスチナ人は、IDFによって立ち入りを禁止されたままだった。

## ヨルダン川西岸地区の再入植
2022年12月、ベンヤミン・ネタニヤフが政権に返り咲くと、ヨルダン川西岸やゴラン高原などの入植拡大を打ち出した。
2023年3月21日、クネセトで、2005年の撤退計画を改め、ヨルダン川西岸の4入植地の再建を、IDFの承認を条件を認める改正案が可決された。米国と欧州連合は相次いで批判し、パレスチナ大統領府のナビル・アブ・ルデイネ報道官は「全ての入植地を違法とする国際連合安全保障理事会決議2334をはじめとする国際的正当性を持つ全ての決議に違反する」と非難した。日本は「入植活動を完全凍結するよう強く求め」る声明を出した。
5月18日、ホメシュ入植の規制を解く内容のIDF軍律（命令2137号）が布告された。これを受け、サマリア地域評議会（入植者の地域自治体）はかねてよりイスラエル民政局の承認を得た計画に基づき、入植地の再建に着手した。新しい入植地は「ホメシュ・イェシーバー」と名付けられ、建物はイスラエル国有地に移されたが、国有地はパレスチナ人私有地に囲まれた立地にある。サマリア地域評議会のヨッシ・ダガン議長は入植地再建は「歴史的な瞬間」であり、他の3入植地（ガニム、カディム、サヌル）再建が果たされて「初めて完全に正しい方向に向かうだろう」と主張した。IDFは、建設工事は無許可で違法として工事器具の搬入を禁止していたが、ヨアヴ・ガラント国防相およびベザレル・スモトリッチ財務相の指示で、搬入を認めた。また、IDFは入植者の出入りは自由に認める一方、ジャーナリストの立ち入りを拒否した。さらに、『Arab News』によると入植者達はパレスチナ人の作物を荒らし、IDFはパレスチナ人農民らを拘束したという。
人権団体のイエシュ・ディーンは、パレスチナ人地主の代理として入植の合法化を取り消すよう、イスラエルを相手取った訴訟を起こした。8月2日、イスラエル高等裁判所は訴えを棄却した。
2024年5月22日、ガラント国防相は、ガニム、カディム、サヌルへのイスラエル人の入域規制を解除すると宣言した。これにより、同地の入植規制を解くIDF軍律（命令2190号）が布告され、イスラエル国内法および軍律上はヨルダン川西岸地区の撤退計画は全く廃止された。ただし、IDFのイェフダ・フォックス少将は同地を2028年まで軍事閉鎖地域としたため、民間人である入植者の入域は棚上げされた。5月22日の発表となったのは、同日にスペイン、ノルウェー、アイルランドがパレスチナ国承認を発表（5月28日正式承認）したことへの対抗措置という。

## ガザ地区の再入植への動き
2023年、ハマース・イスラーム聖戦の侵攻で2023年パレスチナ・イスラエル戦争が勃発し、イスラエル国防軍がガザ地区に侵攻した。
ダガン・サマリア地域評議会議長は11月22日、アシュドッドの入植者団体集会で、ガザ再入植への支持を呼びかけた。
入植地の不動産会社であるハレイ・ザハブ社は12月11日、Instagramにガザ地区の分譲計画地図を投稿した。また14日には、InstagramとX（旧Twitter）に「ビーチに家も夢じゃない」と題する投稿を行った。ガザ地区の廃墟に新しい入植地をコラージュした広告で、同社によると「建設の準備はととのっている」という。ハレイ・ザハブ社のジーブ・エプスタインオーナーは、投稿の意図について、「冗談と希望的観測の中間のようなもの」と述べた。
2024年5月21日、ネタニヤフ首相はCNNの取材に対し、ガザ地区再入植は「あり得ない」「有権者の中にはそれを快く思っていない人もいるが、それが私の考えだ」と述べた。
6月17日、「ユダヤの力」党首のイタマル・ベン-グヴィル国家安全保障相の呼びかけで、「ユダヤの力」と宗教シオニスト党が共同で「ガザ再定住を推進するクネセト（国会）議員連盟」の結成を発表した。
10月21日、入植者団体「ナハラ運動」主催の「ガザ再定住準備」集会に、ベン-グヴィル国家安全保障相、ベザレル・スモトリッチ財務相兼国防相付大臣、メイ・ゴラン社会平等・女性地位向上相ら政府・与党の閣僚や国会議員が出席し、住民の「移住」やユダヤ人入植を主張した。また、ナハラ運動のダニエラ・ヴァイスは、「ガザのアラブ人はここに住む権利を失った」と主張し、民族浄化の遂行を要求した。